# Ustandar
Ustandar era el títol del governador d'una província a la persa sassànida. Després de l'enfonsament de l'imperi el nom va persistir en alguns sobirans locals a les províncies no islamitzades a la zona de la mar Càspia. Un ustandar s'esmenta per primer cop a la meitat del segle X a Ruyan; apareix també en algunes monedes. El títol el duguéren algunes dinasties de la mar Càspia probablement no totes relacionades amb la de Ruyan, fins almenys el temps dels seljúcides.